# مک‌آفی
مک‌آفی (به انگلیسی: McAfee) یک شرکت در زمینه امنیت کامپیوتر است که مقرش در کالیفرنیا است.

## محصولات
مهم‌ترین محصولش ضد ویروس مکافی است و مکافی سکوریتی سوئیت که هم ضد ویروس هم فایروال و هم ضد اسپای ور است.
در 7 سپتامبر 2016 ، اینتل قرارداد معامله ای استراتژیک با TPG سرمایه را برای تبدیل Intel Security به سرمایه گذاری مشترک بین هر دو شرکت به نام مک آفی اعلام کرد. این معامله در 3 آوریل 2017 بسته شد. Thoma Bravo در شرکت جدید سهم اقلیت گرفت و اینتل 49٪ از سهام را حفظ می کند.